# 天主教杭州总教区
天主教杭州總教區（拉丁語：Archidioecesis Hamceuvensis，中國官方：杭州教區）是天主教在中國浙江省建立的一個總教區，屬於浙江教省。

## 概況
1946年4月11日，聖座在中國設立聖統制，杭州宗座代牧區升格為杭州總教區，屬於浙江教省。浙江教省屬下管辖有四個教區，分別是：
- 寧波教區
- 台州教區
- 麗水教區
- 永嘉教區

1950年，杭州總教區信徒人數為27,003人，63位司鐸，120位修女。2021年，杭州教省共有約17萬名信徒，其中永嘉教區佔有11萬多名信徒。

## 历史

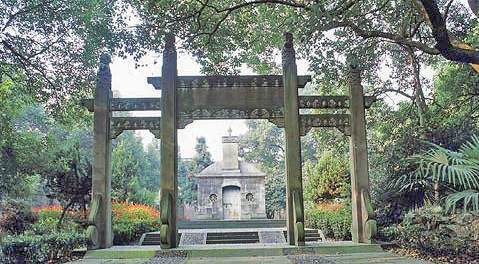
杭州天主教司鐸公墓裡的衛匡國墓

1616年明朝萬曆四十四年，南京教難爆發，許多信徒逃往杭州，並在李之藻和楊廷筠的家中避難。1627年天啟七年，楊廷筠出資在武林門建杭州第一座天主教教堂，使得杭州成為明末天主教傳教中心之一。
1723年，清朝禁教期間，杭州的教堂先後被用作為改建祠堂與天后宮。1846年，聖座在浙江省成立浙江宗座代牧區，由法國遣使會負責管理，主教教座設在寧波寧波聖母七苦主教座堂。
1910年5月10日，浙江宗座代牧區劃分為浙江東境和浙江西境兩個宗座代牧區。浙江西境宗座代牧區負責浙江省西部杭州、嘉興、湖州、金華、衢州、嚴州六個府的教務，主教座堂設在杭州聖母無原罪主教座堂。1924年12月3日，浙江西境宗座代牧區改稱杭州宗座代牧區。
1946年4月11日，聖座在中國設立聖統制，杭州宗座代牧區升為杭州總教區，首任總主教為梅占魁。1949年10月1日，中國共產黨在中國大陸地區建立中華人民共和國，並開始針對天主教進行宗教迫害及打壓。1952年，梅占魁總主教及其他外國傳教士先後被中國政府驅逐出境。
1960年，中國官方組織愛國會未狻聖座准許，非法自選自聖吴国焕，並自稱為杭州教區主教。1966年至1979年間中國爆發文化大革命，所有宗教活動停止，主教座堂被社會治安指揮部佔用。
1982年，總教區恢復運作。1988年，愛國會再次非法自選自聖朱峰青出任杭州教區主教。2000年中國與梵蒂岡關係緊張期間，愛國會未經授權非法自選自聖曹湘德為杭州教區主教。2008年6月8日，獲得時任教宗若望保祿二世赦免及承認，但沒有授予正權總主教的管轄權。
2024年6月22日，圣座发表公告，在落实圣座与中华人民共和国临时协议对话的框架下，2024年6月12日，教宗任命杨永强（若瑟）主教为杭州（中国浙江省）的主教，将其从周村（中国山东省）的任所调离。  2024年6月27日，天主教杭州教区为杨永强主教举行就职典礼。 

## 主要教堂
- 杭州圣母无原罪主教座堂

主教座堂位於杭州市天水街道中山北路415號，杭州總教區的教座所在地。目前，也是杭州市區內唯一開放的天主教教堂。主教座堂是中國最古老的教堂之一，興建於1661年。其興建者是耶穌會會士意大利籍的衛匡國。衛匡國墓就在附近的杭州天主教司鐸公墓裡內。

## 歷任主教

### 浙江西境宗座代牧
- 田法服主教, C.M.（1910年5月10日-1937年2月18日）：法國籍[13]

### 杭州宗座代牧
- 田法服主教, C.M.（1910年5月10日-1937年2月18日）：法國籍
- 梅占魁主教, C.M.（1937年2月18日-1946年4月11日）：法國籍

### 杭州總主教
- 梅占魁總主教, C.M.（1946年4月11日-1956年4月2日）：法國籍[14]
- 教座出缺（1956年—2024年）
  - 吴国焕神父（1960年4月26日-1990年1月3日）：自選自聖，未獲教宗承認[15][16]
  - 朱峰青神父（1988年11月27日-1997年12月12日）：自選自聖，未獲教宗承認[17][18]
  - 曹湘德主教（2000年6月25日-2021年7月9日）：自選自聖，2008年6月8日獲赦免及承認，但沒有被授予總教區管轄權。[19][20][21][22]
- 杨永强主教（2024年6月12日—至今）：获教宗任命，自山东周村教区主教任上调任。[23]

## 修会
- 遣使会
- 仁爱会:法国女修会